# 河口楼梯草
河口楼梯草（学名：Elatostema hekouense）为荨麻科楼梯草属的植物，是中国的特有植物。分布在中国大陆的云南等地，生长于海拔150米的地区，多生长在山坡密林中，目前尚未由人工引种栽培。